# پانسیون
پانسیون (به فرانسوی: À L'abordage) یک فیلم درام فرانسوی محصول سال ۲۰۲۰ به کارگردانی گیوم براک است.  این فیلم برگزیده شد تا در بخش پانوراما در هفتادمین جشنواره بین‌المللی فیلم برلین به نمایش در آمد. 